# Rybienko
Rybienko (kaszb. Rëbienkò lub też Rëbinkò, niem. Althammer) – wieś w Polsce położona w województwie pomorskim, w powiecie wejherowskim, w gminie Gniewino. Miejscowość jest częścią składową sołectwa Rybno.
W latach 1975–1998 miejscowość administracyjnie należała do województwa gdańskiego.

## Nazwa
Dawna niemiecka nazwa miejscowości to Rybienke.
9 grudnia 1947 r. ustalono urzędową polską nazwę miejscowości – Rybienko, określając drugi przypadek jako Rybienka, a przymiotnik – rybienecki.